# Polowice
Polowice (niem. Pohlwitz) – część wsi Nasale w Polsce, położona w województwie opolskim, w powiecie kluczborskim, w gminie Byczyna.
W latach 1975–1998 Polowice administracyjnie należały do ówczesnego województwa opolskiego.
1 października 1948 r. nadano miejscowości, będącej wówczas administracyjnie związanej z Nasalem, polską nazwę Polowice.